# Radio Engiadina

Logo von Radio Engiadina

Radio Engiadina ([radi̯o ɛnˈdʑadinɐ]ⓘ, rätoromanisch in den ladinischen Idiomen für «Radio Engadin») war ein Südbündner Lokalradio der Somedia (vormals Südostschweiz Medien). Es arbeitete eng mit Radio Grischa zusammen und war vom Bundesamt für Kommunikation (Bakom) konzessioniert. Im Januar 2014 erfolgte der Zusammenschluss mit Radio Grischa.
Die Beiträge wurden überwiegend deutsch im Dialekt des Bündnerdeutsch ausgestrahlt, teilweise auch in Puter und Vallader.
Der Redaktionssitz befand sich im Cho d'Punt 57 in Samedan im Oberengadin.

## Geschichte
Erstes Südbündner Radio war Radio Piz Corvatsch, das am 1. Januar 1990 auf Sendung ging.
Mitte der neunziger Jahre wurde Radio Piz Corvatsch von der Unterengadiner Acla da Fans SA als Grossaktionär übernommen, änderte seinen Namen in Radio Piz und erhielt eine digitale Studiotechnik.
In der Nacht vom 1. auf den 2. Februar 2004 ging aus Radio Piz das neue Radio Engiadina hervor, das montags bis freitags in der Prime Time zwischen 7.00 und 11.00 Uhr ein eigenes Programm sendete. In der übrigen Zeit teilte es die Programmgefässe mit Radio Grischa.